# Iwanai-Linie
| Streckenlänge: | 14,9 km           |                        |                   |
| Spurweite: | 1067 mm (Kapspur) |                        |                   |
| Maximale Neigung: | 12,5 ‰            |                        |                   |
| Minimaler Radius: | 300 m             |                        |                   |
| Zweigleisigkeit: | nein              |                        |                   |
| |                   |                        |                   |
| \| \| 0,0 \| Kozawa (小沢) \| 1904– \| \| \| \| ←↑ Hakodate-Hauptlinie \| 1904– \| \| \| 2,5 \| Kunitomi (国富) \| 1913–1985 \| \| \| 6,0 \| Horoni (幌似) \| 1919–1985 \| \| \| \| Horikappu-gawa \| \| \| \| 9,0 \| Maeda (前田) \| 1912–1985 \| \| \| 12,1 \| Nishi-Maeda (西前田) \| 1963–1985 \| \| \| 14,9 \| Iwanai (岩内) \| 1912–1985 \| \| \| \| Kayuma-Grubenbahn \| \| \| \| \| Horikappu-gawa \| \| \| \| \| Hossoku (発足) \| 1946–1962 \| |                   |                        |                   |
| Bahnhof | 0,0               | Kozawa (小沢)          | 1904–             |
| Abzweig ehemals geradeaus und nach rechts |                   | ←↑ Hakodate-Hauptlinie | 1904–             |
| Haltepunkt / Haltestelle (Strecke außer Betrieb) | 2,5               | Kunitomi (国富)        | 1913–1985         |
| Haltepunkt / Haltestelle (Strecke außer Betrieb) | 6,0               | Horoni (幌似)          | 1919–1985         |
| Brücke über Wasserlauf (Strecke außer Betrieb) |                   | Horikappu-gawa         | Horikappu-gawa    |
| Haltepunkt / Haltestelle (Strecke außer Betrieb) | 9,0               | Maeda (前田)           | 1912–1985         |
| Haltepunkt / Haltestelle (Strecke außer Betrieb) | 12,1              | Nishi-Maeda (西前田)   | 1963–1985         |
| Abzweig nach links und von links (Strecke außer Betrieb) · Kopfbahnhof Streckenende und quer (Strecke außer Betrieb) | 14,9              | Iwanai (岩内)          | 1912–1985         |
| Strecke (außer Betrieb) |                   | Kayuma-Grubenbahn      | Kayuma-Grubenbahn |
| Brücke über Wasserlauf (Strecke außer Betrieb) |                   | Horikappu-gawa         | Horikappu-gawa    |
| Betriebsstelle Streckenende (Strecke außer Betrieb) |                   | Hossoku (発足)         | 1946–1962         |

Die Iwanai-Linie (jap. 岩内線, Iwanai-sen) war eine Eisenbahnstrecke im Westen der japanischen Insel Hokkaidō. Sie wurde 1912 eröffnet, führte zur Hafenstadt Iwanai und war bis 1985 in Betrieb.

## Beschreibung
Bei der Iwanai-Linie handelte es sich um eine 14,9 km lange Stichstrecke, die im Bahnhof Kozawa von der Hakodate-Hauptlinie abzweigte und durch das Horikappu-Tal zum Bahnhof Iwanai am Japanischen Meer führte. Die Strecke war kapspurig, eingleisig und nicht elektrifiziert. Es gab vier Zwischenhaltestellen ohne Ausweichen.
Von 1946 bis 1962 war der Bahnhof Iwanai auch Ausgangspunkt einer kapspurigen Grubenbahn des Bergbau-Unternehmens Kayanuma Tankō. Sie war 6,3 km lang und führte zum Steinkohlebergwerk Hossoku.

## Geschichte
Eine lokale Gesellschaft, die Iwanaibashi Tetsudō, baute eine Kleinbahn vom Hafen Iwanai zum Bahnhof Kozawa und nahm sie am 14. März 1905 in Betrieb. Sie war 17,4 km lang, und wurde von Pferden gezogen. Nachteilig war ihre Spurweite von 762 mm, weil dadurch Güter im Bahnhof Kozawa umgeladen werden mussten. Sie wurde nach nur sieben Jahren am 11. Mai 1911 stillgelegt. Das Eisenbahnamt (das spätere Eisenbahnministerium) baute daraufhin eine neue kapspurige Strecke, die rund drei Kilometer kürzer war. Die Eröffnung der Iwanai-Linie erfolgte am 1. November 1912.
In den 1950er Jahren plante die Japanische Staatsbahn, die Iwanai-Linie zu einer Alternativroute der Hakodate-Hauptlinie auszubauen. Von Iwanai aus sollte die Strecke über eine Entfernung von 43,9 km entlang der Küste weitergeführt werden und bei Yubetsu auf die bereits bestehende Strecke der Gesellschaft Suttsu Tetsudō zum Bahnhof Kuromatsunai treffen. Dadurch sollten steile Abschnitte auf der Hakodate-Hauptlinie umfahren werden können, was vor allem für den Güterverkehr vorteilhaft gewesen wäre. Die Staatsbahn erwarb Grundstücke entlang der vorgesehenen Trasse und am 24. Dezember 1972 fand ein Spatenstich statt, doch kurz darauf wurde das Projekt aufgegeben.
Der Dampfbetrieb auf der Iwanai-Linie endete im Oktober 1973. Am 1. Februar 1984 stellte die Staatsbahn den Güterverkehr und die Gepäckaufgabe ein, am 1. Juli 1985 legte sie die Linie still. Seither erfolgt der Personenverkehr zwischen Kozawa und Iwanai durch eine Buslinie der Gesellschaft Niseko Bus.

## Liste der Bahnhöfe
| Name                 | km   | Anschlusslinien     | Lage   | Ort    |
| -------------------- | ---- | ------------------- | ------ | ------ |
| Kozawa (小沢)        | 00,0 | Hakodate-Hauptlinie | Koord. | Kyōwa  |
| Kunitomi (国富)      | 02,5 |                     | Koord. | Kyōwa  |
| Horoni (幌似)        | 06,0 |                     | Koord. | Kyōwa  |
| Maeda (前田)         | 09,0 |                     | Koord. | Kyōwa  |
| Nishi-Maeda (西前田) | 12,1 |                     | Koord. | Kyōwa  |
| Iwanai (岩内)        | 14,9 |                     | Koord. | Iwanai |